# Ank Bijleveld
Anna Theodora Bernardina „Ank” Bijleveld-Schouten (ur. 17 marca 1962 w IJsselmuiden w prowincji Overijssel) – holenderska polityk i samorządowiec, posłanka do Tweede Kamer, od 2017 do 2021 minister obrony.

## Życiorys
W 1980 ukończyła szkołę średnią w Nijmegen, następnie do 1986 studiowała administrację w Technische Hogeschool Twente. Zaangażowała się w działalność polityczną w ramach Apelu Chrześcijańsko-Demokratycznego i jego organizacji młodzieżowej. W latach 1986–1989 pracowała jako urzędniczka w administracji miejskiej w Hengelo, jednocześnie w tym samym okresie była radną miejską w Enschede. W 1989 uzyskała mandat deputowanej do Tweede Kamer. W niższej izbie Stanów Generalnych zasiadała do 2001 i ponownie w latach 2010–2011. Od 1998 do 2001 była wiceprzewodniczącą frakcji poselskiej swojego ugrupowania.
W latach 2001–2007 zajmowała stanowisko burmistrza gminy Hof van Twente. Następnie do 2010 była sekretarzem stanu w resorcie spraw wewnętrznych w gabinecie, którym kierował Jan Peter Balkenende. W styczniu 2011 jako komisarz królowej stanęła na czele administracji prowincji Overijssel (od kwietnia 2013 jako komisarz króla).
W październiku 2017 została ministrem obrony w trzecim rządzie Marka Rutte. W listopadzie 2019 objęła czasowo obowiązki ministra do spraw służb specjalnych, wykonując je do kwietnia 2020. We wrześniu 2021 zrezygnowała ze stanowiska ministra obrony. Doszło do tego wkrótce po tym, jak Tweede Kamer wyraziła wobec niej wotum nieufności (w związku z negatywną oceną przebiegu ewakuacji z Afganistanu).

## Odznaczenia
Odznaczona Orderem Oranje-Nassau V klasy (2001).